# Ghost in the Sheet
Ghost in the Sheet je adventura z roku 2007. Vytvořil ji český tým Cardboard Box Entertainment. Jde o prvotinu zmíněného týmu. Hra je ve 3D a viděná z vlastního pohledu. Vyskytuje se zde několik miniher. V průběhu hry hlavní postava získává různé schopnosti, které jsou potřeba k dokončení. Taktéž se zde nevyskytuje inventář a děj je vyprávěn s černým humorem.

## Příběh
Hra sleduje osudy bezejmenného člověka, který jednoho dne zemře při autonehodě a je převtělen do podoby ducha pokrytého prostěradlem. V této podobě je má prošetřit v jakési staré továrně, proč zde duše mrtvých nechtějí putovat na druhou stranu.

## Postavy

### Duch v Prostěradle
Hlavní a titulní postava hry. Zahynul při autonehodě. Následně dostal od tajemného "Šéfa", který patří k agentuře posmrtného života, úkol prošetřit jakousi na první pohled opuštěnou továrnu. Není během hry jmenován. Je znám pouze podle prostěradla, které si údajně nesmí sundat.

### Šéf
Poslal Ducha do továrny. Duch jej moc rád nemá. Později je Šéf zneklidněn rychlým postupem Ducha a rozhodne se jej zlikvidovat.

### Oozy
Asistent šéfa, který za něj dělá „špinavou práci“.

### Berušky
Hlavní soupeři šéfa. Nakonec Duchovi pomůžou během závěrečného souboje.

## Zajímavosti
- Ve hře se vyskytuje řada easter eggů.
  - Na několika krabicích ve hře je napsáno CBE Software (odkaz na vývojáře hry)
  - Jedna postav ve hře, Niels Grossenson, je na fotce ukázán jako Stanislav Gross.[1]
  - Ve hře se vykytuje několik odkazů na Fallout.